# ジチオン酸
ジチオン酸（ジチオンさん、dithionic acid）は硫黄のオキソ酸のひとつ。化学式は H2S2O6。CAS登録番号は [14970-71-9]。遊離酸は単離できない。塩には安定なものがあり、ナトリウム塩が市販品として入手可能である。
ジチオン酸イオンは酸化されにくいことから、大型かつ酸化数の高い錯イオンを含む単結晶を作成する際にカウンターアニオンとして使われることがある。